# Ornipholidotos issia
Ornipholidotos issia är en fjärilsart som beskrevs av Henry Stempffer 1969. Ornipholidotos issia ingår i släktet Ornipholidotos och familjen juvelvingar. Inga underarter finns listade i Catalogue of Life.